# Лескеевые
Лескеевые (лат. Leskeaceae)  — семейство листостебельных мхов порядка Гипновые.

## Описание
Растения от мелких до средних размеров, обычно не блестящие. Дерновинки густые или рыхлые, плоские, жёлто-, буровато- или тёмно-зелёные.  Стебли простёртые, без гиалодермиса, с центральным пучком, более менее густо всесторонне облиственные, обычно с парафиллами. Стеблевые листья черепитчато прилегающие или прямо отстоящие; жилка заканчивается в верхушке листа или немного ниже. Ножка длинная. Коробочка чаще прямостоячая и прямая, реже наклонённая или горизонтальная и согнутая, продолговато-эллипсоидальная или цилиндрическая.

## Среда обитания и распространение
Распространённы главным образом в умеренных поясах.

## Классификация
Согласно базе данных Catalogue of Life на январь 2025 года семейство включает следующие роды:
- Fabronidium Müll. Hal., 1899 — Фабронидиум
- Haplocladium (Müll. Hal.) Müll. Hal., 1897 — Гаплокладиум
- Hylocomiopsis Cardot, 1913 — Гилокомиопсис
- Ignatovia U.B. Deshmukh, 2021 — Игнатовия
- Iwatsukiella W.R. Buck et H.A. Crum, 1978 — Иватзукиелла
- Leptocladium Broth., 1929 — Лептокладиум
- Leskea Hedw., 1801 — Лескеа
- Leskeadelphus Herzog, 1916 — Лескеадельфус
- Leskeella (Limpr.) Loeske, 1903 — Лескеелла
- Lindbergia Kindb., 1897 — Линдбергия
- Orthoamblystegium Dixon et Sakurai, 1936 — Ортоамблистегиум
- Platylomella A.L. Andrews, 1950 — Платиломелла
- Pseudoleskeopsis Broth., 1907 — Псевдолескеопсис
- Rozea Besch., 1872
- Schwetschkea Müll. Hal., 1875 — Шветшкея